# Heithöfen
Heithöfen ist einer der 17 Ortsteile der Gemeinde Bad Essen im Landkreis Osnabrück in Niedersachsen mit etwa 200 Einwohnern. Ortsvorsteher ist seit der Kommunalwahl am 12. September 2021 Manfred Voltermann (CDU), der sein Amt zum 1. November 2021 antrat und den bisherigen Ortsvorsteher Heinrich Spethmann (CDU) ablöste, der dieses Amt 25 Jahre ausgeübt hatte.

## Geographie
Heithöfen liegt etwa sechs Kilometer nordöstlich des Zentrums von Bad Essen und ist mit ca. 205 Einwohnern die zweitkleinste Ortschaft der Gemeinde Bad Essen, nur das auf der anderen Seite des Wiehengebirges liegende Büscherheide ist mit ca. 200 Einwohnern die kleinste Ortschaft der Gemeinde Bad Essen. Büscherheide hat anders als Heithöfen auch keine eigene Ortsfeuerwehr als Teil der Gemeindefeuerwehr Bad Essen (siehe: Feuerwehr Bad Essen auf der Homepage der Gemeinde Bad Essen).

## Geschichte
Am 1. Dezember 1910 hatte der Ort 234 Einwohner. Am 1. Juli 1972 wurde die bis dahin als Teil des Landkreises Wittlage selbstständige Gemeinde im Zuge der Gebietsreform in die neue Gemeinde Bad Essen eingegliedert.